# 莫斯科鎮區 (明尼蘇達州弗里伯恩縣)
莫斯科鎮區（英語：Moscow Township）是位於美國明尼蘇達州弗里伯恩縣的一個行政鎮區。

## 地方資料
莫斯科鎮區的面積為93.76平方千米，當中陸地面積為93.34平方千米，而水域面積為0.42平方千米。根據2020年美國人口普查的數據，當地共有人口538人，而人口密度為每平方千米5.74人。